# Сид Чарисс
Сид Чари́сс (англ. Cyd Charisse, настоящее имя Ту́ла Э́ллис Фи́нкли (Tula Ellice Finklea); 8 марта 1922, Амарилло, Техас — 16 июня 2008[…], Лос-Анджелес, Калифорния) — американская балерина и актриса театра и кино. Танцевала в труппе Русский балет Монте-Карло, затем в начале 1940-х годов начала работать в кино. Снималась в фильмах-мюзиклах с такими партнёрами, как Фред Астер, Джин Келли, Дэн Дэйли и другими.

## Биография
Тула Эллис Финкли, известная как Сид Чарисс, родилась в городе Амарилло (Техас) в семье ювелира Эрнеста Финкли и его супруги Лилы, урождённой Норвуд. В возрасте восьми лет девочка начала заниматься балетом. Отец поощрял занятия дочери настолько, что установил в её комнате балетный станок и зеркало в полный рост. Вскоре семья переехала в Голливуд, где Сид начала учиться в Hollywood Professional School. С 12 лет в течение года она занималась в студии танцовщика Нико Чарисса в Лос-Анджелесе. Позднее среди её педагогов были Адольф Больм и Бронислава Нижинская. В 1937 году поступила в труппу «Русский балет Монте-Карло» и начала гастролировать с ней по США. По традиции того времени выступала под «русскими» псевдонимами: сначала как Наташа Тулалис, затем как Фелия Сидорова и Мария Истомина.
В 1939 году Сид потеряла отца, из-за чего задержалась в США, тогда как вся труппа отплыла в Европу. В том же году в Европе она вышла замуж за Нико Чарисса. С началом войны вернулась в США. Оставив сцену, решила попробовать себя в Голливуде. В 1941 году под псевдонимом Лили Норвуд (Сид взяла девичье имя своей матери) она начала сниматься в кино — поначалу как танцовщица в эпизодах. В 1942 году она получила первую роль, указанную в титрах в фильме Something to Shout About, затем была роль балерины Галины Улановой в фильме «Миссия в Москву» (1943). В 1946 году студия MGM подписала с ней контракт. С этого момента начала сниматься как Сид Чарисс, добавив к фамилии мужа прозвище, данное ей в детстве братом, производное от «Сис» (сокр. от англ. sister — «сестра»). Первой ролью, где Сид начала говорить, стала Дебора Эндрюс в фильме «Девушки Харви» (1946).
Настоящую популярность актрисе принёс фильм «Поющие под дождём» (1952), где она снялась в танцевальной сюите «Бродвейская мелодия» в качестве партнёрши Джина Келли. В том же году ноги Сид Чарисс были застрахованы на 5 миллионов долларов каждая (по данным Книги рекордов Гиннесса это была самая высокая страховая сумма тех лет). Тогда же руководство MGM решило сделать её партнёршей своей главной танцевальной звезды — Фреда Астера. В 1953 году они снялись вместе в фильме «Театральный фургон»: танцевальный эпизод «Танцуя в темноте» на музыку одноимённой песни, поставленный Астером, стал одним из самых известных танцев в истории голливудского кино. Сам Астер остроумно назвал свою партнёршу «танцующим динамитом».
Позднее Чарисс снималась как с Астером, так и с Джином Келли. Время от времени она также получала роли «без танцев» («Девушка с вечеринки», 1958; «Две недели в чужом городе» и «Что-то должно случиться», 1962). В 1958 году за роль комиссара Нины Ющенко, посланного советским министерством в Париж (романтическая комедия «Шёлковые чулочки», 1957) была номинирована на премию «Золотой глобус» за лучшую женскую роль в комедии или мюзикле.
С закатом эры киномюзикла начала сниматься в детективах, придерживаясь амплуа элегантной и самодостаточной «роковой женщины». Став менее востребованной в Голливуде, начала выступать вместе со вторым мужем, Тони Мартином, который в 1963 году открыл собственный ночной клуб. Вместе с ним гастролировала за рубежом. Также играла в драматических постановках региональных трупп, однако дебютировала на Бродвее лишь в 1992 году, в возрасте 71 года, когда её пригласили присоединиться к обновлённому актёрскому составу мюзикла «Гранд-отель», где она заменила Лилиан Монтевекки. В интервью журналу People Чарисс призналась, что танцевать на Бродвее было целью, которую ей не удалось достигнуть — и это здорово наконец-то быть там.
Скончалась в Лос-Анджелесе от сердечной недостаточности. Похоронена на кладбище Хилсайд, Калвер-Сити.

## Личная жизнь
В 1939 году во время гастролей по Европе Сид Чарисс вышла замуж за своего педагога, владельца лос-анджелесской танцевальной студии Нико Чарисса. В 1941 году они появилась вместе в танцевальном эпизоде фильма Rumba Serenade. У них был общий ребёнок — сын Нико «Ники» Чарисс. В 1947 году пара развелась, после развода Сид оставила себе фамилию мужа.
В 1948 году актриса вновь вышла замуж — за голливудского певца и актёра португало-еврейского происхождения Тони Мартина. Брак продержался 60 лет, вплоть до смерти актрисы в 2008 году, и оказался счастливым. От Тони Сид родила Тони Мартина-младшего. Тони-старший также усыновил сына Сид от первого брака. В 1976 году супруги издали совместную автобиографию The Two of Us.

## Фильмография
| Год       |     | Русское название                              | Оригинальное название                    | Роль                          |
| --------- | --- | --------------------------------------------- | ---------------------------------------- | ----------------------------- |
| 1941      | ф   | Девушка по вызову                             | Escort Girl                              | танцовщица фламенко           |
| 1941      | кор | Весёлый парижанин                             | The Gay Parisian                         | танцовщица                    |
| 1943      | ф   | Есть о чём кричать                            | Something to Shout About                 | Лили                          |
| 1943      | ф   | Миссия в Москву                               | Mission to Moscow                        | Галина Уланова                |
| 1943      | ф   | Тысячи приветствий                            | Thousands Cheer                          | танцовщица                    |
| 1944      | ф   | В наше время                                  | In Our Time                              | балерина                      |
| 1944      | ф   | —                                             | This Love of Mine                        | танцовщица                    |
| 1945      | ф   | Безумства Зигфелда                            | Ziegfeld Follies                         | балерина                      |
| 1946      | ф   | Девушки Харви                                 | The Harvey Girls                         | Дебора Эндрюс                 |
| 1946      | ф   | Три мудрых дурака                             | Three Wise Fools                         | Рина Фэйрчайлд                |
| 1946      | ф   | Пока плывут облака                            | Till the Clouds Roll By                  | балерина                      |
| 1947      | ф   | Фиеста                                        | Fiesta                                   | Кончита                       |
| 1947      | ф   | Неоконченный танец                            | The Unfinished Dance                     | Ариан Буше                    |
| 1948      | ф   | С тобой на острове                            | On an Island with You                    | Ивонн Торро                   |
| 1948      | ф   | Целующийся бандит                             | The Kissing Bandit                       | танцовщица                    |
| 1948      | ф   | Песня в сердце                                | Words and Music                          | Марго Грант                   |
| 1949      | ф   | Напряжённость                                 | Tension                                  | Мэри Чанлер                   |
| 1949      | ф   | Ист-Сайд, Вест-Сайд                           | East Side, West Side                     | Роза Сента                    |
| 1951      | ф   | Ренегат Марк                                  | The Mark of the Renegade                 | Мануэлла де Васкес            |
| 1952      | ф   | Дикий север                                   | The Wild North                           | индейская девушка             |
| 1952      | ф   | Поющие под дождём                             | Singin’ In The Rain                      | танцовщица                    |
| 1953      | ф   | Сомбреро                                      | Sombrero                                 | Лола де Торрано               |
| 1953      | ф   | Театральный фургон                            | The Band Wagon                           | Габриель Жерар                |
| 1953      | ф   | Легко любить                                  | Easy to Love                             | девушка в синем купальнике    |
| 1954      | ф   | Бригадун                                      | Brigadoon                                | Фиона Кэмпбелл                |
| 1954      | ф   | Глубоко в моём сердце                         | Deep in My Heart                         | исполнительница номера        |
| 1955      | ф   | Всегда хорошая погода                         | It’s Always Fair Weather                 | Джеки Лейтон                  |
| 1956      | ф   | Встречай меня в Лас-Вегасе                    | Meet Me in Las Vegas                     | Мария Корвьер                 |
| 1957      | ф   | Шёлковые чулки                                | Silk Stockings                           | Нина Ющенко                   |
| 1958      | ф   | Сумерки богов                                 | Twilight for the Gods                    | Шарлотт Кинг                  |
| 1958      | ф   | Девушка с вечеринки                           | Party Girl                               | Вики Гэй                      |
| 1961      | ф   | Пять золотых часов                            | Five Golden Hours                        | баронесса Сандра              |
| 1961      | с   | —                                             | Checkmate                                | Джанин Каре                   |
| 1961      | ф   | Раз, два, три                                 | 1-2-3-4 ou Les collants noirs            | жена                          |
| 1962      | ф   | Две недели в другом городе                    | Two Weeks in Another Town                | Карлотта                      |
| 1962      | кор | Что-то должно случиться                       | Something’s Got to Give                  | Бьянка Арден                  |
| 1965      | ф   | Убийство в Италии                             | Il segreto del vestito rosso             | Шелли Норт                    |
| 1966      | ф   | Тайные пришельцы                              | The Silencers                            | Сарита                        |
| 1967      | ф   | Марок 7                                       | Maroc 7                                  | Луиз Хендерсон                |
| 1972      | тф  | —                                             | Fol-de-Rol                               | разные персонажи              |
| 1975      | с   | Медицинский центр                             | Medical Center                           | Валери                        |
| 1976      | ф   | Вон Тон Тон — собака, которая спасла Голливуд | Won Ton Ton: The Dog Who Saved Hollywood | девушка президента № 4        |
| 1978      | ф   | Вожди Атлантиды                               | Warlords Of Atlantis                     | Атсил                         |
| 1978      | с   | Гавайи 5-O                                    | Hawaii Five-O                            | Алиша Уоррен                  |
| 1978—1983 | с   | Остров фантазий                               | Fantasy Island                           | Джули Марс / королева Дельфия |
| 1979      | с   | Лодка любви                                   | The Love Boat                            | Ив Миллс                      |
| 1980      | тф  | —                                             | Portrait of an Escort                    | Шейла Крофт                   |
| 1981      | с   | —                                             | The John Davidson Show                   | н/д                           |
| 1984      | с   | Каскадёры                                     | The Fall Guy                             | Дайана                        |
| 1984      | тф  | Сентиментальное путешествие                   | Sentimental Journey                      | н/д                           |
| 1984      | с   | Блеск                                         | Glitter                                  | Этель Вудли                   |
| 1985      | с   | Она написала убийство                         | Murder, She Wrote                        | Мирна Монтклер Лерой          |
| 1986      | с   | Безумный как лис                              | Crazy Like a Fox                         | Барбара Карлайл               |
| 1989      | тф  | Купальный костюм                              | Swimsuit                                 | миссис Эллисон                |
| 1995      | с   | Правосудие Берка                              | Burke’s Law                              | Аманда Ричардсон              |
| 1995      | с   | Фрейзер                                       | Frasier                                  | Полли                         |
| 2008      | тф  | —                                             | Meurtres à l’Empire State Building       | Вики Адамс                    |

## Театр
Русский балет Монте-Карло
- «Блудный сын» Прокофьева в постановке Давида Лишина
- «Спящая красавица» Чайковского

На Бродвее
- 1992 — прима-балерина Елизавета Грушинская, «Гранд-отель[англ.]», мюзикл 1989 года (попеременно с Зиной Бетьюн)

## Награды
- 2006 — Национальная медаль США в области искусств
- 2006 — Gypsy Lifetime Achievement Award Общества профессиональных танцовщиков (Professional Dancers Society)[6].